# Frederick Feary
Frederick Feary   (Stockton, 10 d'abril de 1912 - Stockton, 20 d'abril de 1994) va ser un boxejador estatunidenc que va competir entre les dècades de 1920 i 1930.
El 1932 va prendre part en els Jocs Olímpics de Los Angeles, on guanyà la medalla de bronze de la categoria del pes pesant del programa de boxa, en perdre en semifinals contra Luigi Rovati i guanyar en el combat per la tercera posició a George Maughan.
En el seu palmarès també destaca el Campionat de l'AAU de 1932. Com a professional, entre 1933 i 1935, disputà 28 combats, amb un balanç de 21 victòries, 3 derrotes i quatre combats declarats nuls.